# Мелітопольська міська територіальна громада
Мелітопольська міська територіальна громада — територіальна громада в Україні, в Мелітопольському районі Запорізької області. Адміністративний центр — місто Мелітополь.
Площа громади — 42,46 км², населення — 153 112 осіб (2019).
Утворена 12 червня 2020 року із Мелітопольської міської ради обласного значення.

## Населені пункти
У складі громади 1 населений пункт — місто Мелітополь.